# Opération Catherine
L'opération Catherine est un projet d'offensive en mer Baltique de la Royal Navy au début de l'année 1940. Elle est destinée à empêcher le commerce maritime allemand avec l'Union soviétique, la Suède, la Finlande, l'Estonie et la Lettonie. L'un des objectifs est notamment de stopper l'afflux de minerai de fer suédois vers l'Allemagne. Le Premier Lord de l'Amirauté, Winston Churchill, est à l'origine du projet, et l'amiral de la flotte William Boyle, en est le responsable de la planification. Les événements ont bouleversé l'opération et ont entraîné son annulation.

## Plan
Churchill propose une importante escadre navale : trois cuirassés de classe Revenge, un porte-avions, cinq croiseurs, deux flottilles de destroyers, des sous-marins et des navires auxiliaires. La coque du HMS Royal Sovereign doit être dotée de très larges renflements, lui conférant une largeur de 43 m afin d'accroître sa flottabilité et de réduire ainsi son tirant d'eau de 2,7 m, même après l'ajout de 100  à   130 mm de blindage de pont (environ 2 000 t de blindage seraient utilisées au total). Seules deux de ses tourelles principales seraient conservées, mais ailleurs, l'élévation de ces canons serait de 30 degrés. Dans son nouvel état, sa vitesse maximale serait d'environ 13 à 14 nœuds (24 à 26 km/h ; 15 à 16 mph) en action. En plus de couper les approvisionnements des Allemands en minerai de fer, Churchill prévoit que la démonstration de force encourage les nations scandinaves à rejoindre la guerre contre l'Allemagne nazie.

## Opposition
Le First Sea Lord, l'amiral Dudley Pound, s'oppose au projet pour plusieurs raisons. Le blindage est rare et nécessaire ailleurs ; les trois cuirassés sont indispensables, surtout si l'Italie et le Japon déclarent également la guerre ; l'impact de la puissance aérienne est sous-estimé dans le plan ; et la perte d'une telle escadre pourrait encourager l'Italie et le Japon à déclarer la guerre.

## Annulation
Malgré ces arguments convaincants et une opposition généralisée, Churchill continue à insister pour obtenir cette opération. Pound évite une discussion frontale et se montre apparemment coopératif tout en soulignant les problèmes . Finalement, le 20 janvier 1940, Churchill annule l'opération.